# Dorina Klinger
Dorina Klinger (Carintia, 10 de junio de 1997) es una jugadora de voleibol de playa y exjugadora de voleibol de salón austriaca.

## Carrera

### Salón
Al principio, la joven austriaca se dedicó al esquí y al atletismo. También le interesaba el windsurf, la natación y el tenis. Después de matricularse en el instituto BG/BORG Graz Liebenau, la nativa de Feldkirchner probó por primera vez un deporte de equipo: el voleibol. Al mismo tiempo, jugó un poco más tarde en el segundo equipo del UVC Holding Graz y en la temporada 2014/15 en el equipo de la Bundesliga SG VBV Trofaiach/WSV Eisenerz. Luego, recibió una beca para estudiar en Estados Unidos. Con los Spring Hill College Badgers, la atacante central logró diecinueve victorias en veinte juegos como estudiante de primer año. Pudo bloquear a sus oponentes 113 veces. Este fue el total más alto para la Conferencia Atlética Intercolegial del Sur (SIAC) esta temporada. Por estos logros, fue nombrada Revelación del Año y elegida miembro del equipo de toda la conferencia. La estudiante pasó su segundo y tercer año en la Universidad Internacional de Florida, pero volvió a jugar voleibol bajo techo durante una temporada en su país de origen con su último club, el Erbergmadln de Trofaiach y Eisenerz. Luego llegó a la final de la Conference USA en su último año como sénior en 2018, junto con su hermana Ronja y el resto de sus compañeros de equipo de los Florida Golden Panthers. Por primera vez en la historia de la universidad, su equipo de voleibol llegó a una final de esta liga.

### Playa
Junto con su hermana Ronja, ganó en 2016 el campeonato estatal en la categoría sub-20. Las dos participaron dos veces en el Campeonato Europeo Sub-22. En 2018 alcanzaron los cuartos de final en Jūrmala. También jugó con Franziska Friedl el año anterior con su país en el Campeonato Mundial Júnior. Las hermanas Klinger recibieron un tarjeta de invitación para la competición de clasificación para el Major de 2018 en Viena y pudieron derrotar a Bírlova / Ukólova en la primera ronda del clasificatorio olímpico de 2016. Sin embargo, en el duelo posterior con otra pareja rusa, fueron derrotadas por poco en tres sets. Ese mismo año llegaron por primera vez a la final del campeonato estatal de adultos.
La primera final de un torneo de una estrella se hizo realidad para los Klingers en 2020 en Langkawi, Malasia. Una temporada después consiguieron la medalla de bronce en Sofía. En 2022, Dorina y Ronja Klinger partieron hacia su país de origen junto a Schützenhöfer / Plesiutschnig en la Copa de Naciones de Voleibol de Playa de la CEV y, con victorias sobre oponentes checas, neerlandesas y letonas, ayudaron a las austriacas a alcanzar las semifinales de este evento principal. Ese mismo año, las hermanas ganaron juntas un torneo internacional con Future en Ios por primera vez en sus carreras. Luego llegaron a la final del Campeonato de Austria de Playa. Sin embargo, el logro más significativo de su carrera juntos hasta ese momento llegó en marzo de 2023, cuando llegaron a las semifinales del Challenge en La Paz. En agosto llegaron a las rondas eliminatorias del Campeonato Europeo de Viena, donde fueron eliminadas por las letonas Tīna Graudiņa y Anastasija Samoilova. Luego, los Klinger ganaron los dos torneos futuros en Varsovia y Baden. En septiembre se proclamó campeón nacional de Austria. En el Campeonato Mundial quedaron terceros en el grupo y sobrevivieron a la ronda del perdedor afortunado, pero luego perdieron en tres sets ante las campeonas del mundo Sara Hughes y Kelly Cheng.
Después de tres apariciones en cuartos de final en eventos Challenge en la temporada siguiente, alcanzaron por primera vez en la capital de su país los octavos de final en un Elite16 después de una victoria sobre Paulikienė / Raupelytė, que se clasificó para los Juegos Olímpicos de París 2024. Allí derrotaron a los futuros participantes olímpicos Álvarez / Moreno y terminaron empatados en el quinto lugar.

## Vida personal
Dorina Klinger y sus dos hermanos menores, Ronja y Samuel, crecieron en Estiria. Su madre Tanja Klinger, exatleta de atletismo, y su padre Gernot Klinger, exatleta de invierno, dirigen una escuela de esquí en Modriach-Winkel. Consiguieron que sus hijas se interesaran por los deportes desde una edad temprana. Dorina Klinger completó sus estudios secundarios en el BG/BORG Graz Liebenau. Fue incluida en la Lista del Decano con un promedio de calificaciones de 1,1. Después de un período de estudios de cuatro años en Estados Unidos en el Spring Hill College de Alabama y en la Universidad Internacional de Florida, ella y su hermana fueron llamadas a filas en las Fuerzas Armadas de Austria de la república alpina. Los hermanos viven en Frauental an der Laßnitz.

## Enlaces web
- Perfil en la Federación Internacional de Voleibol (FIVB)
- Perfil en la Beach Volleyball Database
- Perfil en Volleyballbox

- Datos: Q119141361